# 國語と國文學
『國語と國文學』（国語と国文学、こくごとこくぶんがく）とは、東京大学国語国文学会編集による学術雑誌。年9回の「通常号」（1・2・4・5・6・8・9・10・12月号）と、年3回の「特集号」（3・7・11月号）からなる。1924年から発行されており、2024年5月に創刊100年を迎えた。

## 概要
1924年に藤村作が、東京帝国大学国文学科の研究室の同僚と共に、関東大震災後の復興の風潮の中で発刊したもので、日本語学・日本文学の分野における専門誌として市場に出た早いものでもある。歴代の編集代表には、藤村作のほかに、秋山虔、市古貞次、久保田淳、時枝誠記、久松潜一、松村明、三好行雄などがいる。なお、翌1925年には、京都大学を中心とする『国語国文の研究』が発刊されるなど、大正末期は昭和期の日本語学・日本文学の発展の原動力を培養する時期となった。
東京大学国語国文学会が編集する学術専門誌であるが、東京大学の関係者に限定せず、広く日本語学・日本文学の研究者から募集した投稿論文を掲載しており、学会への登龍門のような役割をも果たしている。また既刊の内容を見ると、時代とともに前進し、時には彷徨した日本語学・日本文学界の動向が見て取れるので、現時点での学界の水準を知る一応の目安にもなる。
創刊当初の発行は至文堂で、2009年からはぎょうせいが発行していたが、2011年10月号をもって発行元を降りることが発表され、2012年1月号からは明治書院が発行を引き継いだ。2023年11月号からは、発行元が筑摩書房に変更となった。